# Maru Teferi
 Maru Teferi (né le 17 août 1992 en Éthiopie) est un athlète israélien, spécialiste des courses de fond.

## Biographie
Le 20 février 2022 à Séville, il porte son record personnel sur le marathon à 2 h 6 min 58 s. Il remporte en août 2022 la médaille d'argent du marathon lors des championnats d'Europe, à Munich, dans un temps de 2 h 10 min 23 s.
En 2023 il est vice-champion du monde du marathon, derrière l’Ougandais Victor Kiplangat.

## Palmarès
| Date | Compétition           | Lieu     | Épreuve | Résultat                  | Temps           |
| ---- | --------------------- | -------- | ------- | ------------------------- | --------------- |
| 2018 | Championnats d'Europe | Berlin   | 7e      | Marathon                  | 2 h 13 min 0 s  |
| 2022 | Championnats d'Europe | Munich   | 2e      | Marathon                  | 2 h 10 min 23 s |
| 2022 | Championnats d'Europe | Munich   | 1er     | Marathon par équipes      | 6 h 31 min 48 s |
| 2023 | Championnats du monde | Budapest | 2e      | Marathon                  | 2 h 9 min 12 s  |
| 2024 | Championnats d'Europe | Rome     | 2e      | Semi-marathon par équipes | 3 h 4 min 9 s   |

## Records
| Épreuve       | Performance         | Lieu    | Date             |
| ------------- | ------------------- | ------- | ---------------- |
| Semi-marathon | 1 h 0 min 52 s (NR) | Tallinn | 8 septembre 2019 |
| Marathon      | 2 h 6 min 43 s      | Fukuoka | 4 décembre 2022  |